# Цоволас, Димитрис
Димитрис Цоволас (греч. Δημήτριος Τσοβόλας; 4 сентября 1942, Мелисурьи — 25 февраля 2022, Афины) — греческий государственный и политический деятель, министр финансов Греции (1985—1989).

## Биография
Родился 4 сентября 1942 года в Мелиссурго, деревне под Артой (Эпир). Изучал право в Университете Аристотеля в Салониках. Работал юристом в Арте.

## Политическая карьера
Политическую карьеру начал в качестве члена ПАСОК. В 1977 году впервые был избран членом парламента Греции от Арты. Затем был переизбран в 1981 и 1985 годах. Затем стал депутатом от северных Афин.
Служил в Министерстве финансов в правительстве Андреаса Папандреу с 1981 по 1989 год, занимая должности заместителя министра в 1981—1985 годах и министра финансов в 1985—1989 годах.
В 1989 году его осудили за так называемый скандал с Георгием Коскотасом, который привёл к падению правительства Папандреу. Цоволас был обвинен в финансовых махинациях и приговорен к 2 годам лишения свободы и 3 годам лишения политических прав.
В октябре 1995 года он покинул ПАСОК, а 20 декабря того же года основал левую партию Демократическое социальное движение. В 2004 году был исключён из партии. С 2004 года ушёл из политики и занимался правом.
Умер 25 февраля 2022 года.

## Награды
- Орден Югославии[серб.] (11 декабря 1999 года, Сербия и Черногория)[5].